# 2004 HE79
2004 HE79, também escrito como 2004 HE79, é um objeto transnetuniano que está localizado no Cinturão de Kuiper, uma região do Sistema Solar. Este corpo celeste é classificado como um cubewano. Ele possui uma magnitude absoluta de 7,3 e tem um diâmetro estimado com 146 km.

## Descoberta
2004 HE79 foi descoberto no dia 24 de abril de 2004 pelo astrônomo B. Gladman.

## Órbita
A órbita de 2004 HE79 tem uma excentricidade de 0,102 e possui um semieixo maior de 44,489 UA. O seu periélio leva o mesmo a uma distância de 39,951 UA em relação ao Sol e seu afélio a 49,028 UA.